# Motorway M61
La motorway M61 è un'autostrada britannica che unisce la parte nord-occidentale della conurbazione della Grande Manchester con la città di Preston e l'autostrada M6 per la Scozia.